# 기쁜 우리 토요일
《기쁜 우리 토요일》은 1994년 2월 5일부터 2001년 3월 10일까지 방송된 예능 프로그램이다.

## 역사
1994년 2월 5일 첫 방송을 시작하여, 초기에는 콩트 코미디 형식으로 구성되었으나, 1996년 개편을 맞아 버라이어티 프로그램을 변화하면서 대중적인 인기를 얻게 되었다.
2000년 11월에는 프로그램 포맷을 변경하여 "울트라 스페셜" 형식으로 편성되었으나, 이러한 변화에도 불구하고 시청률은 오히려 하락하였다가, 결국 2001년 3월 10일 종영하였다.

## 방송 시간
| 시즌 | 방송 기간                           | 방송 시간                            |
| ---- | ----------------------------------- | ------------------------------------ |
| 1    | 1994년 2월 5일 ~ 1995년 4월 15일    | 매주 토요일 오후 5시 55분 ~ 6시 50분 |
| 1    | 1995년 4월 22일 ~ 1996년 3월 2일    | 매주 토요일 오후 5시 55분 ~ 7시      |
| 1    | 1996년 3월 9일 ~ 1996년 3월 30일    | 매주 토요일 오후 5시 50분 ~ 7시      |
| 1    | 1996년 4월 6일 ~ 1996년 4월 20일    | 매주 토요일 오후 5시 50분 ~ 6시 50분 |
| 1    | 1996년 4월 27일 ~ 1996년 8월 10일   | 매주 토요일 저녁 6시 ~ 7시           |
| 1    | 1996년 8월 17일 ~ 1996년 9월 21일   | 매주 토요일 오후 5시 50분 ~ 6시 50분 |
| 2    | 1997년 5월 31일 ~ 1998년 2월 28일   | 매주 토요일 저녁 6시 ~ 7시           |
| 3    | 1998년 10월 24일 ~ 1999년 5월 29일  | 매주 토요일 저녁 6시 ~ 7시           |
| 3    | 1999년 6월 5일 ~ 1999년 10월 16일   | 매주 토요일 저녁 6시 50분 ~ 8시      |
| 3    | 1999년 10월 23일 ~ 2000년 4월 15일  | 매주 토요일 오후 5시 50분 ~ 6시 50분 |
| 3    | 2000년 7월 15일 ~ 2000년 10월 14일  | 매주 토요일 오후 5시 40분 ~ 6시 50분 |
| 3    | 2000년 10월 21일 ~ 2000년 10월 28일 | 매주 토요일 오후 5시 20분 ~ 6시 30분 |

| #                              | 방송 기간                         | 방송 시간                       |
| ------------------------------ | --------------------------------- | ------------------------------- |
| 임시 체제 (스튜디오 공사 기간) | 1996년 9월 28일 ~ 1997년 5월 24일 | 매주 토요일 저녁 7시 ~ 8시      |
| 임시 체제 (스튜디오 공사 기간) | 1998년 3월 7일 ~ 1998년 10월 17일 | 매주 토요일 저녁 7시 ~ 8시      |
| 임시 체제 (스튜디오 공사 기간) | 2000년 4월 22일 ~ 2000년 7월 8일  | 매주 토요일 저녁 6시 50분 ~ 8시 |
| 울트라 스페셜                  | 2000년 11월 4일 ~ 2001년 3월 10일 | 매주 토요일 저녁 6시 ~ 8시      |

## 진행자

### 1기
- 신동엽
- 이영자
- 임하룡
- 홍록기
- 박수홍
- 김원희
- 강호동

### 2기
- 박수홍
- 남희석
- 이낙훈
- 이상아
- 김지남
- 신주리
- 한에스더
- 조남석
- 이주현

### 3기
- 홍록기
- 박수홍
- 이지훈
- 서유정
- 지누션
- 유승준
- 김선아
- 클론
- 허영란
- 핑클
- 김진
- 송혜교
- 윤정수
- 양미라
- 백지영
- 정다은

## 역대 코너

### 1기
- 토요 패러디
- 빨간 마후라
- 학창 시절
- 사랑의 바이올린
- 미녀 삼총사
- 수중 코미디
- 사랑 만들기
- 현장 스포츠
- 한국영화 70년
- 속 모래시계
- 비교 코미디
- 영상소설 작은 연인들
- 신혼일기
- 체험! 공포특급
- 헌터 '95
- 신세대 쉰세대
- 추석특선 한국영화
- 미녀 사총사
- 설날특집 한국영화 70년
- 영자의 전성시대
- 신혼 행진곡
- 하룡 록기의 전성시대
- 스포츠 이벤트
- 꼴찌들의 합창
- 세 남자
- 박수홍의 연애학 특강
- 푸른 하늘 은하수
- 추억의 노래
- 약한 남자 박수홍
- 강한 남자 홍록기
- 남자가 여자를 사랑할 때
- 록기와 원희의 신혼 행진곡
- 천년의 사랑
- 호동이와 원희의 신혼 행진곡
- 신 체험! 공포특급

### 2기
- 스타 초대석 부전자전
- 두 아버지
- 박수홍의 컴백홈
- 지금, 우리는
- 현장보고 사랑의 세상으로
- 박수홍의 아빠체험
- 스튜디오 600
- 피서지에서 생긴 일
- 마지막 보이스카웃
- 나를 사랑한 스타
- 세상에서 가장 재밌는 이야기
- 긴급작전 컴백홈
- 추남 VS 추남
- 가을날의 동화
- 오픈 카메라

### 3기
- 기토 쇼킹 인터뷰
- 스타 용서해 주세요
- 퀴즈! 기억력 테스트
- 기토 특급 스페셜
- 스타 이런 모습 처음이야
- 이지훈의 잠 못 이루는 밤
- 특종! 파파라치 (이동국 선수의 근황 취재, 지누션 뮤직비디오 공개, 지누션 뮤직비디오 패러디, 유승준 열정 뮤직비디오 최초 공개, 유승준 뮤직비디오 촬영 현장 밀착 취재, in U.S.A, 스타의 이상형을 찾아라!)
- 영파워! 가슴을 열어라
- 행운이 쫘~악!
- 선택!! 내가 원하는 참사랑
- 비상 지누션의 전격출동
- 비상 클론의 전격출동
- 사랑하여라 닭살이 돋도록
- 해피 카메라
- 엄마와 함께 미팅을
- '99 특종! 파파라치
- 놀라운 한판 대결
- 추석특집 스타 이런 모습 처음이야 스페셜
- 앙코르 스타 이런 모습 처음이야 스페셜
- MC 대격돌 우리가 한다!
- 러브레터
- 스타 도전 YIIK 한국인이 되자!
- 양자택일 (양다리를 걸친 자에게도 택도 없는 일이 벌어진다.)
- 기쁜 우리 토요일 베스트 스페셜
- 기토 스페셜
- 특종! 파파라치 - ○○○ 이런 모습 처음이야!
- 스타크래프트 세기의 대결 - 기욤을 잡아라!
- 고향에서 온 편지 (고향통신, 고향 리포트, 어르신들의 영상 편지, 고향 CF, 고향 뮤직비디오, 사생결단! 오서방 대작전, 고향 생각)
- 스타 기네스
- 이정현의 내 마음을 뺏어봐!
- 차력소년 1TYM
- 스타 스쿨 남창희 특강
- 이지훈의 명장면 BEST 3
- 여자에게 사랑받는 법
- 차력청년 투타임 송판격파
- 공포의 유리관
- 스타! 공포퀴즈
- 천재 만들기
- 2000 한국 슈퍼모델 도전! 워터월드
- 공포의 주스
- 썸머 블록버스터 - 깜짝 카메라
- 물총 룰렛
- 물총 룰렛 II
- 주스잔 채우기
- 음료수 빨대로 빨리 마시기
- History of Fin.K.L
- 핑클의 셀프 카메라 진실 혹은 대담
- 핑클 최강전
- 미장원에서 생긴 일
- NEW 스타 스쿨
- 2000 SBS TV 가을철 프로그램 개편 4주 간 특별기획 사생결단 5대 명인전
- 긴 빨대로 콜라 마시기
- 기토를 빛낸 빅스타 5

## 스튜디오 세트 공사
- 1996년 9월 23일 ~ 1997년 5월 25일 : 제2기 스튜디오 세트
- 1998년 3월 2일 ~ 1998년 10월 18일 : 제3기 스튜디오 세트
- 2000년 4월 17일 ~ 2000년 7월 9일 : 제3기 스튜디오 세트 개선

## 결방 사유 및 2회 연속 방영
- 1995년 7월 1일 - 삼풍백화점 붕괴 사고의 여파로, 특선 한국영화 그해 겨울은 따뜻했네 편성[4]
- 1997년 7월 5일 - 178회 ~ 179회 2회 연속 편성
- 1997년 7월 12일 - 뉴스특보 편성
- 1997년 10월 4일 - 오후 5시 30분부터 제35회 대종상 영화제 1부 ~ 2부 편성
- 1998년 8월 8일 - 서세원의 좋은 세상 만들기 2회 연속 편성
- 1999년 2월 27일 - 오후 5시 10분부터 특선영화 토탈 리콜 편성[5]
- 1999년 11월 13일 - 오후 5시부터 창사특집 <빅스타 5> 1부 ~ 2부 편성[6]
- 2000년 1월 1일 - 신년특집 <뉴스타 대행진> 편성
- 2000년 2월 5일 - 설날특집 <톱스타 총출동> 편성
- 2000년 3월 18일 - 오후 4시 30분부터 <SBS 톱탤런트 선발대회> 1부 ~ 2부 편성[7]
- 2000년 9월 9일 - 오후 5시부터 추석특집 <올스타 총출동> 편성[8]
- 2000년 9월 16일 - 오후 4시 20분부터 2000년 하계 올림픽 배구 <한국 VS 이탈리아> 중계방송
- 2000년 9월 23일 - 오후 5시 30분부터 2000년 하계 올림픽 중계방송
- 2000년 12월 30일 - 저녁 6시 10분부터 송년특집 <10대 가수 청백전> 편성
- 2001년 3월 3일 - 저녁 6시부터 봄맞이 특집 <올스타 청백전> 편성

## 단일 회 1부 ~ 2부 방영
- 2000년 9월 2일 : 336회 1부
- 2000년 9월 12일 : 336회 2부
- 2000년 9월 30일 : 337회 1부
- 2000년 10월 7일 : 337회 2부

## 네트워크 방송사 (G1과JIBS는 제외)
| 방송 권역        | 방송사                                      | 비고                  |
| ---------------- | ------------------------------------------- | --------------------- |
| 수도권           | SBS(모기업 : 태영건설)                      | 프로그램 제작국       |
| 부산/경남권      | 舊 PSB(현 KNN 부산경남방송) (모기업 : 넥센) | 1995년 5월 14일 개국  |
| 대구/경북권      | TBC(모기업 : 귀뚜라미그룹)                  | 1995년 5월 14일 개국  |
| 대전/충남/세종권 | TJB 대전방송(모기업 : 우성사료)             | 1995년 5월 14일 개국  |
| 광주/전남권      | kbc 광주방송(모기업 : 호반건설)             | 1995년 5월 14일 개국  |
| 울산권           | ubc 울산방송(모기업 : 삼라마이다스)         | 1997년 9월 1일 개국   |
| 전북권           | JTV 전주방송(모기업 : 일진그룹)             | 1997년 9월 27일 개국  |
| 충북권           | CJB 청주방송(모기업 : 두진건설)             | 1997년 10월 18일 개국 |

## 타이틀 변천사
| 기수 | 타이틀           | 방송 기간                          |
| ---- | ---------------- | ---------------------------------- |
| 1기  | 기쁜 우리 토요일 | 1994년 2월 5일 ~ 2001년 3월 10일   |
| 2기  | 쇼! 무한탈출     | 2001년 3월 17일 ~ 2001년 4월 21일  |
| 3기  | 토요일은 즐거워  | 2001년 5월 5일 ~ 2002년 1월 12일   |
| 4기  | 토요일이 온다    | 2002년 1월 19일 ~ 2002년 7월 6일   |
| 5기  | 실제상황 토요일  | 2003년 11월 8일 ~ 2007년 1월 6일   |
| 6기  | 토요일이 좋다    | 2015년 10월 17일 ~ 2016년 8월 20일 |